# Валенсия, Чарли
Карлос Энрике «Чарли» Валенсия (родился 31 октября 1974 года) — американский боец смешанного стиля.
Он сражался за WEC и UFC в их легчайших дивизионах и является бывшим чемпионом King of the Cage в легчайшем весе. Он-один из двух бойцов, когда-либо победивших Иана Макколла в профессиональном бою ММА.

## Биография
Валенсия вырос в Розмиде, Калифорния, в семье механика аэрокосмической компании и домохозяйки. У него есть три брата, двое старших и один младший. Он учился в школе Марка Кеппела в Монтерей-парке, Калифорния. В старшем классе он занял шестое место в чемпионате штата. После школы он поступил в Восточный колледж Лос-Анджелеса, где выиграл чемпионат штата среди юниоров. В 1995 году он окончил Государственный университет в Фресно.

### Карьера в смешанных единоборствах
24 марта 2007 года Валенсия дебютировала в WEC и одержала победу над Антонио Баньюэлосом нокаутом. Валенсия победил Иана Макколла гильотиной (удушающий приём) на третьей минуте первого раунда. 10 октября 2009 года на турнире WEC 43 победил Коти Уиллера.
10 января 2010 года на турнире WEC 46 Валенсия одержал победу над японским бойцом Акитоши Тамуру. Валенсия должен был встретиться с бывшим чемпионом WEC в легком весе Эдди Уайнлендом 20 июня 2010 года на турнире WEC 49, но Валенсия был вынужден отменить бой из-за травмы.
30 сентября 2010 года на турнире WEC 51 Валенсия встретился с бывшим чемпионом WEC в легком весе Мигелем Торресом. Он проиграл бой удушающим приёмом во втором раунде.

### UFC
28 октября 2010 года World Extreme Cagefighting объединилась с Ultimate Fighting Championship. В рамках слияния все бойцы WEC были переведены в UFC.
30 апреля 2011 года на турнире UFC 129 Валенсия сразился с Иваном Менхиваром, но проиграл в первом раунде техническим нокаутом после серии ударов локтями и кулаками.

## Личная жизнь
Валенсия женат на Крис и имеет троих детей.

## Достижения
- чемпион King of the Cage

## Статистика выступлений в MMA
| Боёв 19  | Побед 12 | Поражений 7 |
| -------- | -------- | ----------- |
| Нокаутом | 1        | 3           |
| Сдачей   | 5        | 3           |
| Решением | 6        | 1           |

| Результат | Рекорд | Соперник          | Способ                                       | Турнир                    | Дата             | Раунд | Время | Место                         | Примечание                                                                  |
| --------- | ------ | ----------------- | -------------------------------------------- | ------------------------- | ---------------- | ----- | ----- | ----------------------------- | --------------------------------------------------------------------------- |
| Поражение | 12–7   | Иван Менхивар     | Технический нокаут (удар локтем и добивание) | UFC 129                   | 30 апреля 2011   | 1     | 1:30  | Торонто, Онтарио, Канада      |                                                                             |
| Поражение | 12–6   | Мигель Торрес     | Болевой (удушение сзади)                     | WEC 51                    | 30 сентября 2010 | 2     | 2:25  | Брумфилд, Колорадо, США       |                                                                             |
| Победа    | 12–5   | Акитоши Тамура    | Раздельное решение                           | WEC 46                    | 10 января 2010   | 3     | 5:00  | Сакраменто, Калифорния, США   |                                                                             |
| Победа    | 11–5   | Коти Уилер        | Единогласное решение                         | WEC 43                    | 10 октября 2009  | 3     | 5:00  | Сан-Антонио, Техас, США       |                                                                             |
| Победа    | 10–5   | Сет Дикун         | Единогласное решение                         | WEC 38                    | 25 января 2009   | 3     | 5:00  | Сан-Диего, Калифорния, США    |                                                                             |
| Поражение | 9–5    | Доминик Крус      | Единогласное решение                         | WEC 34                    | 1 июля 2008      | 3     | 5:00  | Сакраменто, Калифорния, США   |                                                                             |
| Поражение | 9–4    | Йоширо Маеда      | Нокаутом (удар ногой в корпус)               | WEC 32                    | 13 февраля 2008  | 1     | 2:29  | Рио-Ранчо, Нью-Мексико, США   |                                                                             |
| Победа    | 9–3    | Иан Макколл       | Болевой (удушение гильотиной)                | WEC 31                    | 12 декабря 2007  | 1     | 3:19  | Лас-Вегас, Невада, США        |                                                                             |
| Поражение | 8–3    | Брайан Боулз      | Болевой (удушение сзади)                     | WEC 28                    | 3 июня 2007      | 2     | 2:50  | Лас-Вегас, Невада, США        |                                                                             |
| Победа    | 8–2    | Антонио Баньюэлос | Нокаутом (удар)                              | WEC 26                    | 24 марта 2007    | 1     | 3:12  | Лас-Вегас, Невада, США        |                                                                             |
| Поражение | 7–2    | Каб Свонсон       | Технический нокаут (удары)                   | KOTC: BOOYAA              | 13 октября 2006  | 1     | 4:52  | Сан-Джасинто, Калифорния, США | Поединок в полулегком весе                                                  |
| Поражение | 7–1    | Юрайя Фейбер      | Болевой (удушение сзади)                     | KOTC: Predator            | 13 мая 2006      | 1     | 3:09  | Глоб, Аризона, США            | Бой за титул чемпиона KOTC в легчайшем весе.                                |
| Победа    | 7–0    | Дель Хокинс       | Болевой (удушение сзади)                     | KOTC: The Return 2        | 25 марта 2006    | 1     | 2:04  | Сан-Джасинто, Калифорния, США |                                                                             |
| Победа    | 6–0    | Бобби Гэмбоа      | Решение                                      | KOTC 33                   | 20 февраля 2004  | 3     | 5:00  | Сан-Джасинто, Калифорния, США |                                                                             |
| Победа    | 5–0    | Грег Майер        | Болевой (скручивание пятки)                  | KOTC 29                   | 5 сентября 2003  | 2     | 1:43  | Сан-Джасинто, Калифорния, США |                                                                             |
| Победа    | 4–0    | Дэвид Веласкес    | Болевой (удушение сзади)                     | KOTC 12                   | 9 февраля 2002   | 1     | 4:43  | Сан-Джасинто, Калифорния, США | Завоевал титул чемпиона KOTC в легчайшем весе. Позже титул был аннулирован. |
| Победа    | 3–0    | Бобби Гэмбоа      | Болевой (травма)                             | KOTC 11                   | 29 сентября 2001 | 1     | 0:41  | Сан-Джасинто, Калифорния, США |                                                                             |
| Победа    | 2–0    | Дэвид Веласкес    | Единогласное решение                         | GC 2: Collision at Colusa | 18 февраля 2001  | 3     | 5:00  | Колуса, Калифорния, США       |                                                                             |
| Победа    | 1–0    | Октавио Моралес   | Единогласное решение                         | CFF: Cobra Open           | 11 марта 2000    | N/A   | N/A   | Анза, Калифорния, США         |                                                                             |